# Lycée de Linange
Le lycée de Linange est un lycée allemand situe à Grünstadt dans le Palatinat en Allemagne. Le lycée de Linange est considéré comme une des plus anciennes écoles d’Allemagne et comme le plus ancien lycée de Rhénanie-Palatinat. Il a sa source dans l'école de latin d'Höningen (de), sorte d’université philosophique qui existe dans le Leiningerland à Höningen (commune de Altleiningen) de 1573 à 1630. Le lycée de Linange est créé en 1729 à Grünstadt. Durant la première décennie de son existence, une des principales matières d’enseignement du lycée de Linange est le français. Depuis 1995, l’enseignement de la musique est devenue une des matières principale du lycée de Linange.

## Élèves notables
- Johann Friedrich Abegg (1765-1840), pasteur et professeur de théologie à Heidelberg[1]
- Paul Bertololy (de) (1892-1972), médecin et écrivain[2]
- Theodor Bickes (de) (1868-1933), homme politique du DVP, député au parlement de l'État populaire libre de Wurtemberg (de) et au Reichstag[3]
- Adolf Boyé (de) (1869-1934), secrétaire d'État, ambassadeur d'Allemagne à Pékin[4]
- Axel Bronstert (de) (né en 1959), professeur de géoécologie à l'université de Potsdam.
- Johann Christian Eberle (de) (1869-1937), expert financier, député du parlement saxon (de)[5]
- Jakob von Fitting (de) (1831-1898), juriste, Conseil d'Empire (de)[6]
- Karl Foltz (de) (1865-1961), prêtre catholique, doyen et prélat[7]
- Anton Foohs (de) (1871-1940), prêtre catholique, trésorier secret du Pape[8]
- Peter Fries (de) (1820-1851), homme politique et révolutionnaire.
- Heinrich Gebhardt (de) (1885-1939), officier de carrière, contre-amiral[9]
- Karl Gustav Geib (de) (1808-1864), juriste, professeur à Tübingen, professeur du roi Othon Ier de Grèce[10]
- Ludwig von Gienanth (de) (1767-1848), industriel, conseiller impérial bavarois.
- Christian Heinrich Gilardone (de) (1798-1874), poète ; neveu de Friedrich Müller.
- Gustav Hatzfeld (de) (1851-1930), chef de la police de Ludwigshafen.
- Theodor von Haupt (de) (1782-1832), juriste et écrivain.
- Carl Christian Heubach (de) (1769-1797), pédagogue et philologue classique.
- Theodor Hilgard (de) (1790-1873), juriste[11]
- Hieronymus Hofer (de) (1815-1890), pasteur protestant, réformateur social.
- Ludwig Maria Hugo (1871-1935), évêque de Mayence entre 1921 et 1935, adversaire résolu du nazisme.
- Heinrich Janson (de) (1869-1940), député au Reichstag DVP[12]
- Karl Philipp Kayser (de) (1773-1827), philologue classique, professeur à l'université de Heidelberg.
- Peter Köstler (de) (1805-1870), chanoine de la cathédrale de Spire[13]
- Arthur Kullmer (1896-1953), officier de carrière, général d'infanterie[14]
- Friedrich Christian Laukhard (de) (1757-1822), écrivain allemand.
- Carl Leonhard (de) (1848-1930), directeur de la Heidelberger Portland-Zement-Fabrik, en tant qu'ancien élève de Grünstadt, bienfaiteur de la ville.
- Ernst Ludwig Leyser (1896-1973), homme politique de haut rang du NSDAP
- Johann Adam Mann (de) (1821-1886), député bavarois de Lautersheim[15]
- Josef Massenez (de) (1839-1923), ingénieur et industriel[16]
- Emil Mehle (de) (1868-1960), entrepreneur, fabricant de classeurs et d'articles de classement de bureau à Göttingen[17]
- Friedrich Hermann Moré (de) (1812-1880), révolutionnaire et futur fonctionnaire des chemins de fer.
- Friedrich Müller (de) (1865-1941), ingénieur, professeur de fabrication de papier à la TH de Darmstadt[18]
- Friedrich August von Pauli (1802-1883), ingénieur civil dans les chemins de fer[19]
- Johann Pfannebecker (de) (1808-1882), juriste et député au Reichstag de Flomborn.
- Karl Rösener (de) (1879-1956), professeur, médecin et médecin tropical.
- Jakob Schlesinger (1792-1855), peintre, professeur et restaurateur général aux musées royaux de Berlin[20].
- Jakob Schwalb (de) (1872-1934), prêtre catholique, doyen et victime du nazisme[21]
- Friedrich Seltsam (de) (1844-1887), entrepreneur et inventeur.
- Eugen Sommer (de) (1876-1961), éditeur[22]
- Emil Sommer (de) (1885-1936), maire à plein temps de la ville de Treuchtlingen, victime du nazisme[23].
- Karl-Heinz Spieß (de) (né en 1948), historien
- Hans Stempel (de) (1894-1970), ecclésiastique protestant, président de l'Église du Palatinat[24]
- Ludwig von Stempel (de) (1850-1917), architecte[25]
- Anton Straub (de) (1852-1931), jésuite, professeur de dogmatique à Innsbruck[26]
- Carl Christian Tenner (de) (1791-1866), poète.
- Philipp Umbscheiden (de) (1816-1870), juriste, député au parlement de Francfort.
- Friedrich Wambsganß (de) (1886-1979), enseignant, NSDAP-Gauleiter[27]
- Georg Valentin Wambsganß (de) (1879-1942), ecclésiastique protestant, opposant au nazisme[27]
- Tobias Weber (de) (1892-1963), député du Landtag de Rhénanie-Palatinat, vice-président du Landtag.
- Klaus Wagner (né en 1961), maire de Grünstadt depuis 2010
- Fred Zutavern (de) (1851-1926), entrepreneur et député à la Chambre des représentants du Kansas, mécène de la ville de Grünstadt

## Enseignants notables
- Theodor Rhodius (de) (vers 1572-1625), humaniste tardif, poète, professeur à l'école de latin d'Höningen (de) de 1595 à 1601.
- Johannes Herrenschneider (de) (1723-1802), théologien et pédagogue, attesté en 1752 comme recteur de l'école latine de Grünstadt[28]
- David Christoph Seybold (de) (1747-1804), pédagogue, théologien, poète, professeur de littérature classique à l'Université Eberhard-Charles de Tübingen, 1776-1779 recteur du lycée de Grünstadt.
- Karl Christian Heyler (de) (1755-1823), pédagogue, philologue classique, publiciste et auteur spécialisé, 1779-1789 recteur du lycée de Grünstadt
- Friedrich Christian Matthiä (de) (1763-1822), était pédagogue, philologue classique et auteur de livres scientifiques, 1789-1793 recteur du lycée de Grünstadt.
- Carl Christian Heubach (de) (1769-1797), pédagogue, philologue classique et vice-recteur à Grünstadt.
- Heinrich Dittmar (de) (1792-1866), pédagogue, élève de Johann Heinrich Pestalozzi, 1827-1852 recteur de l'école latine de Grünstadt.
- Bernhard Würschmitt (de) (1788-1853), curé catholique de la ville et sculpteur, professeur de religion[29]
- Heinrich Wilhelm David Heman (de) (1793-1873), missionnaire protestant, professeur de mathématiques et de sciences réelles, 1834-1843.
- Karl Georg Leonhard Hollensteiner (de) (1810-1871), enseignant de 1837 à 1842.
- Gottlob Dittmar (de) (1839-1891), pédagogue et auteur, enseignant à partir de 1862
- Friedrich Ernst (de) (1874-1943), proviseur de l'école, chercheur en histoire locale, auteur en 1927 ou 1929 d'une histoire du lycée de Grünstadt.
- Hans Feßmeyer (de) (1886-1956), enseignant, chercheur en histoire locale, auteur d'une histoire de la ville de Grünstadt.
- Emil Straus (de) (1899-1985), 1921-1923 professeur au lycée, à partir de 1947 ministre de la Culture de la Sarre, de 1952 à 1955 envoyé sarrois à Paris.
- Heinz Itzerott (de), scientifique allemand. (biologie)[30]